# Alloniscus simplex
Alloniscus simplex är en kräftdjursart som beskrevs av Schmoelzer 1974. Alloniscus simplex ingår i släktet Alloniscus och familjen Alloniscidae. Inga underarter finns listade i Catalogue of Life.